# Miholcsa József
Miholcsa József (Marosvásárhely, 1953. június 13. –) erdélyi magyar szobrász, Miholcsa Gyula bátyja.

## Életpályája
1968–1972 között a Zene- és Képzőművészeti Líceum diákja volt szülővárosában; ahol Nagy Pál tanította. 1972–1977 között a kolozsvári Ion Andreescu Képzőművészeti Főiskola hallgatója volt; ekkor Vetró Artúr oktatta. 1977–1982 között a marosvásárhelyi Zene- és Képzőművészeti Líceum pedagógusa volt. 1978 óta kiállító művész. 1992–1998 között Kézdivásárhelyen élt. 1993-ban megalapította a Kézdivásárhely melletti Nemzetközi INCITATO lovas művésztábort. 1995-ben tanulmányúton volt Indiában és Nepálban. 2000 óta Marossárpatakon él.

## Kiállításai

### Egyéni
- 1978, 1985, 1987-1988, 1996-1997 Marosvásárhely
- 1988 Gyergyószentmiklós, Csíkszereda, Székelykeresztúr
- 1989 Kolozsvár, Brassó
- 1990 Kézdivásárhely, Dombóvár
- 1991 Szeged, Orosháza
- 1992 Makó, Hódmezővásárhely, Szeged, Kiskunfélegyháza
- 1993 Szeged
- 1994 Bukarest
- 1996 Kézdivásárhely, Gyergyószentmiklós
- 1997-1999 Budapest
- 1999 Győr

### Válogatott, csoportos
- 1992-1999 Kézdivásárhely, Kovászna
- 1994, 1996-1997 Marosvásárhely
- 1995 Sepsiszentgyörgy
- 1996 Baja

## Művei
- Lovak szobra (Maksa, 1995)

Árpád nagyfejedelem szobra Torján

- Márton Áron (Gyergyószentmiklós, 1996)
- Kossuth Lajos szobra (Gyergyószentmiklós, 1997)
- Bálint Sándor-szobor (Szeged, 1999)
- Karácsonyi Guidó (Szeged, 1999)
- Paulai Szent Vince (Szeged, 1999)
- Árpád fejedelem szobra (Torja, 2003)
- Erős várunk nékünk az anyanyelv (Korond, 2003)
- Barabás Miklós (Budapest, 2004)
- Dózsa György mellszobra (Dálnok, 2004)
- Vántus István-szobor (Szeged, 2013)
- Székely Hadosztály-emlékmű (Csíksomlyó, 2016)

## Díjai
- Csongrád megyei díj (1996)
- Külhoni Magyarság Díj (2015)[1]